# Monument aux morts de Cauterets
Le monument aux morts de Cauterets (Hautes-Pyrénées, France) est consacré aux soldats de la commune morts lors des conflits du XXe siècle.

## Situation
Il est situé devant l'église Notre-Dame-de-l’Assomption

## Historique
La conception du monument est due à l'architecte Jules Noutary et la statue et le bas-relief sont l'œuvre du sculpteur Firmin Michelet. L'inauguration du monument a eu lieu le 28 septembre 1924
Le 6 mai 1922, le maire soumet au conseil municipal la proposition de presser Jules Noutary d’envoyer les plans dans les 8 jours. Il autorise en outre le maire à passer un traité de gré à gré avec Firmin Michelet pour le montant total des travaux.
Le 11 janvier 1923, le conseil propose que, pour la dépense de l'érection du monument aux morts, la somme de 17 000 francs sera payée par la taxe de séjour pour l’aménagement de la place de l’église et 15 000 francs seront payés par la commune pour le monument.

## Description
Le monument se compose d'un piédestal sur lequel se dresse la statue qui représente un poilu en uniforme qui présente une particularité : au lieu de tenir un fusil, le poilu tient, dans sa main droite, un bâton.
Une grande croix latine a été sculptée sur la face postérieure. Sur la face antérieure, un bas-relief en marbre représente une femme portant un capulet et qui dresse une couronne de lauriers autour d'un casque.
Le monument est entouré, sur les quatre côtés, d'une grille.

## Galerie

Sélection de vues du monument aux morts municipal.
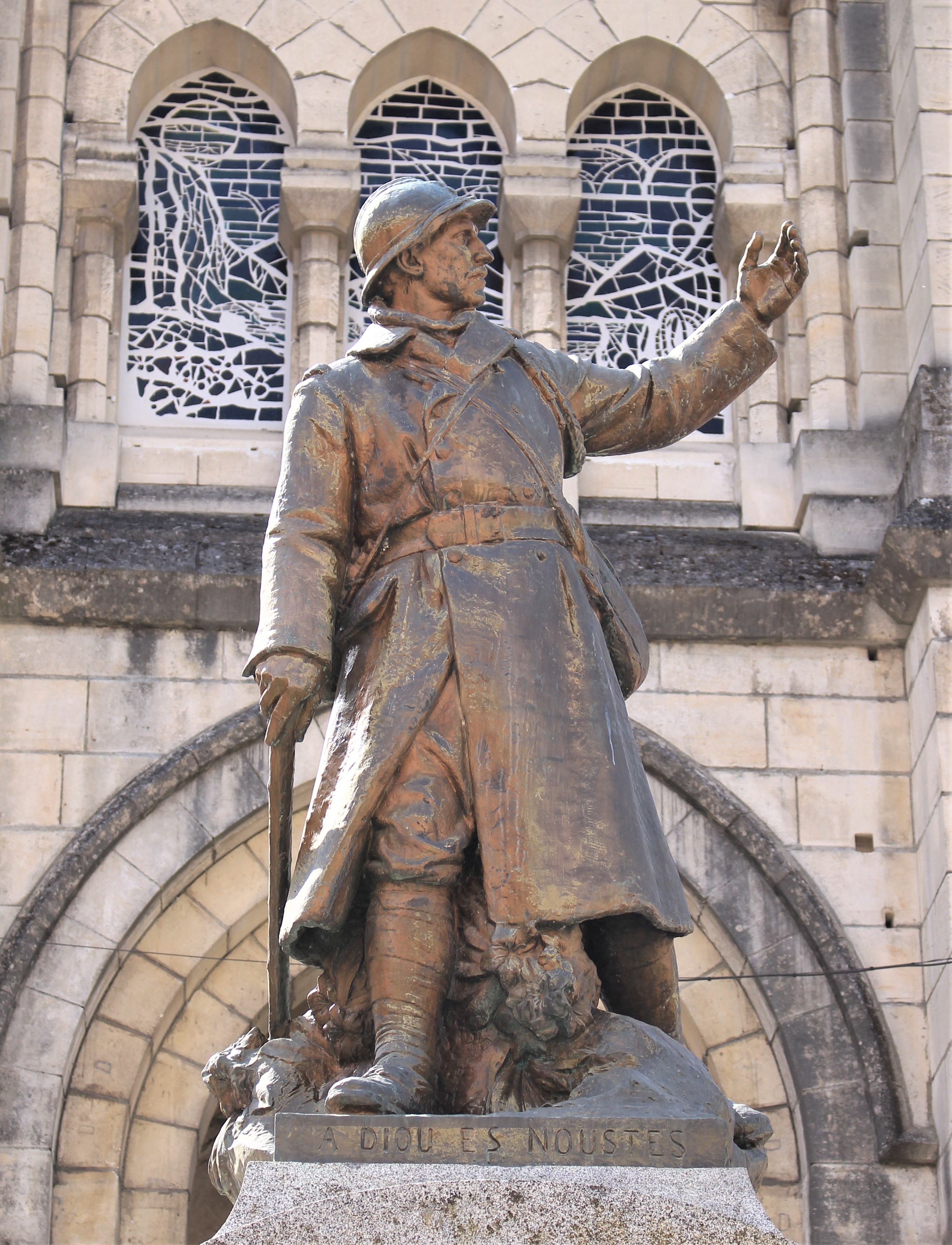
Le poilu.
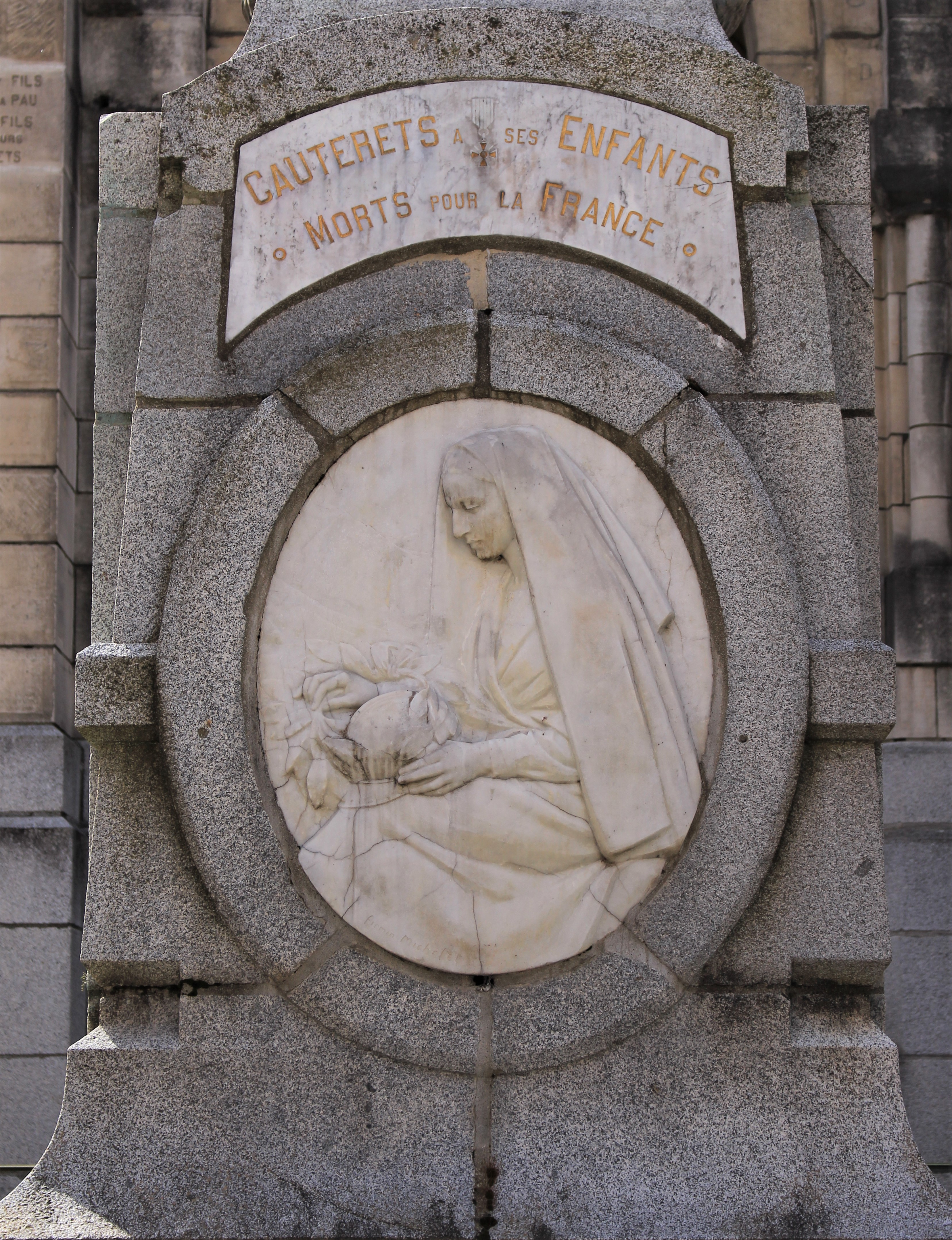
Le bas-relief.
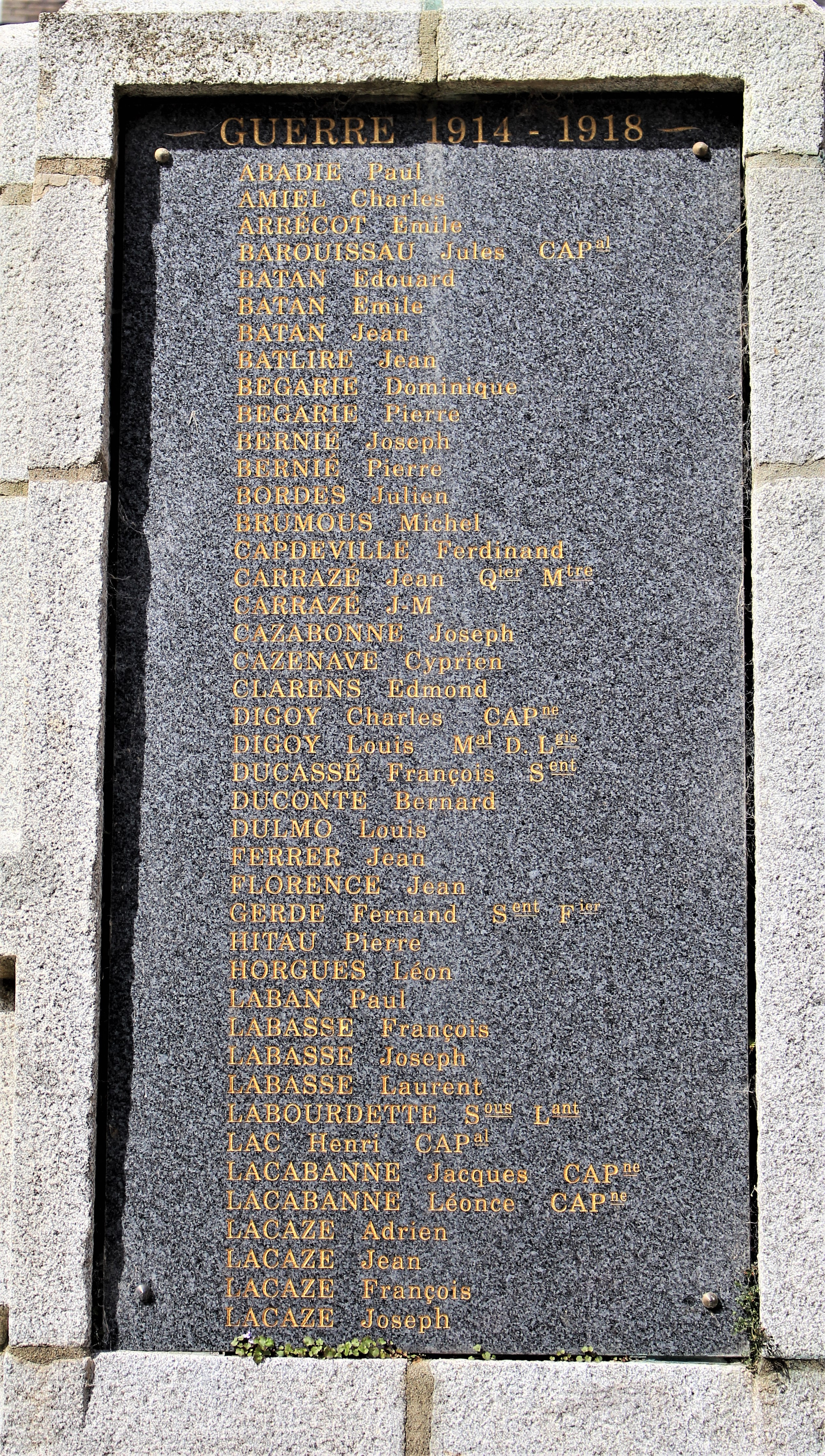
La stèle est.
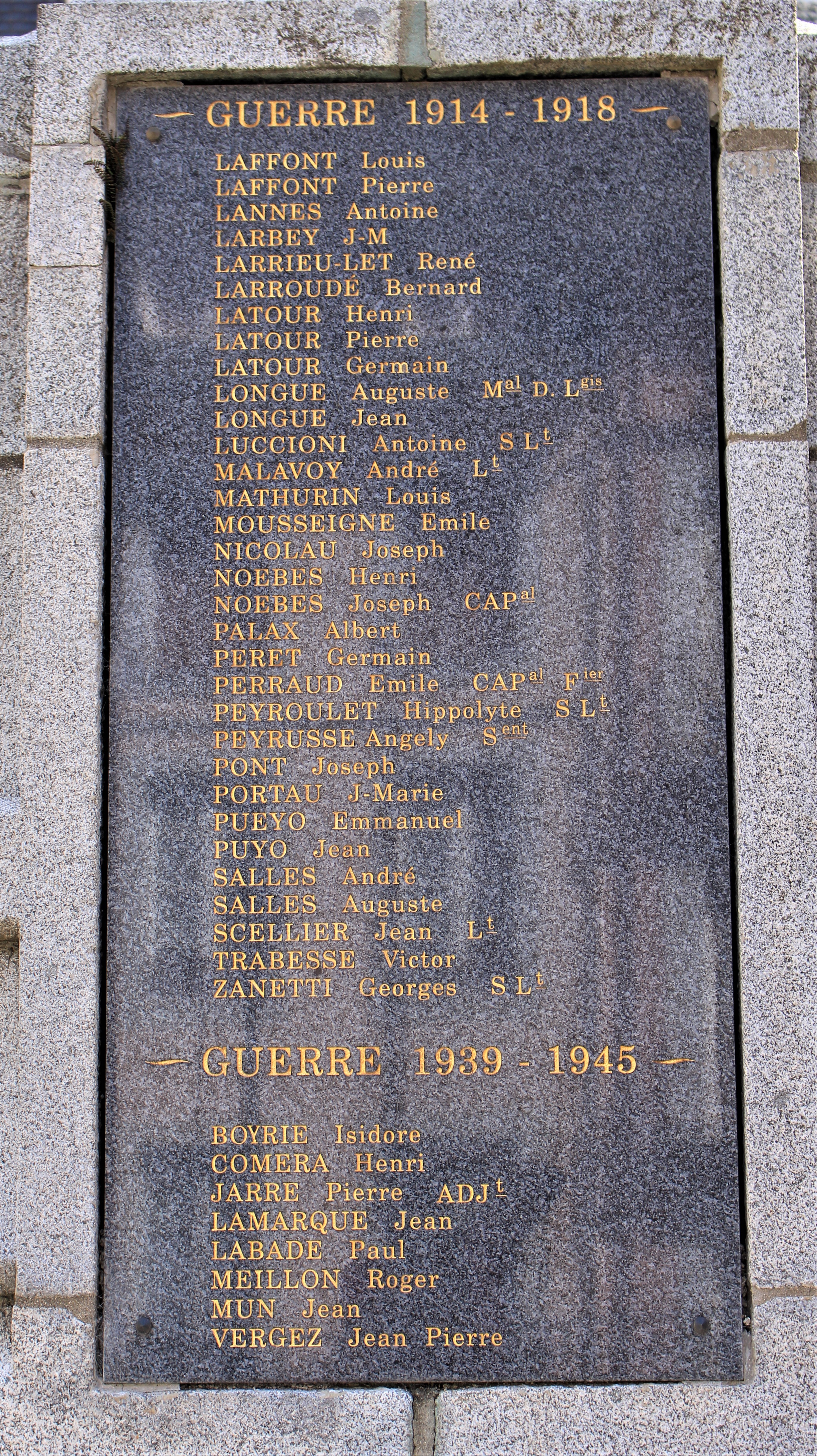
La stèle ouest.